# Parathyma idita
Parathyma idita är en fjärilsart som beskrevs av Moore 1858. Parathyma idita ingår i släktet Parathyma och familjen praktfjärilar. Inga underarter finns listade i Catalogue of Life.